# Jagadeesh Moodera
Jagadeesh Subbaiah Moodera (* 3. Dezember 1950 in Bangalore) ist ein indisch-amerikanischer Physiker, der sich mit Festkörperphysik beschäftigt.

## Leben und Werk
Moodera studierte an der University of Mysore (Master-Abschluss, 1973) und wurde 1978 am Indian Institute of Technology Madras in Chennai in Festkörperphysik promoviert. 1979 ging er in die USA an die West Virginia University zu Mohinder Seehra. 1981 ging er an das Francis Bitter Magnet Laboratory des Massachusetts Institute of Technology in die Gruppe von Robert Meservey, dessen Nachfolger als Gruppenleiter er Anfang der 1990er Jahre bei dessen Pensionierung wurde. Er war Gastprofessor an der TU Eindhoven.
Er beschäftigt sich mit seiner Gruppe mit magnetischen und supraleitenden dünnen Filmen und Methoden der Nano-Spintronik (magnetisches Tunneln zwischen dünnen Schichten, Spin-Injektion in Halbleiter, magnetische Halbleiter). 1994 fand er kurz nach Terunobu Miyazaki einen Riesen-TMR-Effekt (Magnetischer Tunnelwiderstand, englisch Tunneling Magneto-Resistance).
Moodera ist Fellow der American Physical Society. 2009 erhielt er den Distinguished Alumni Award des IIT.
2009 erhielt er mit Robert Meservey, Paul Tedrow (beide ebenfalls früher am MIT) und Terunobu Miyazaki den Oliver E. Buckley Condensed Matter Prize für ihre Pionierarbeiten in der Spintronik (spinabhängiges Tunneln).